# 张宽禄
张宽禄（1926年1月—2017年11月24日），河北省饶阳县人，中华人民共和国政治人物。

## 生平
1940年1月参加革命工作，1945年1月入党。曾任陕北三五九旅、东北28师及解放军第五步兵预备学校卫生员、通信员、演员、副教导员、政治委员，安阳钢铁厂车间主任、党支部书记。1964年，担任河南省石油公司副经理。1974年7月，任舞阳工业区商业局副局长，河南省商业干部学校党委副书记。1983年11月离职休养。2017年11月24日在郑州逝世，享年91岁。